# Store Skagastølstind
Der Store Skagastølstind, auch kurz Storen (deutsch: der Große) genannt, ist mit seinen 2405 Metern der dritthöchste Berg Norwegens und der höchste im norwegischen Vestlandet. Er ist Teil des Styggedals- og Skagastølsryggen und bildet den südlichsten Gipfel des Gebirgszugs Skagastølstindane. Er befindet sich im Gebiet Hurrungane, im Südwesten des Jotunheimen. Er liegt auf der Grenze der beiden Gemeinden Luster und Årdal in der Provinz Vestland, dabei markiert der Gipfel einen der Grenzpunkte.

## Geschichte
Der Store Skagastølstind liegt etwas südlich des alten Wegs über den Sognefjell und wurde somit früh bekannt und beschrieben. In den 1820er Jahren wurde ein Reisebericht über das Gebiet verfasst, in dem das zerklüftete Aussehen des Berges beschrieben wird. Damals gab es Spekulationen darüber, ob es der höchste Berg in Norwegen wäre. Theodor Broch vermaß den Berg 1836 von den umliegenden Bergen. Im Jahr 1842 vermaß Harald Nicolai Storm Wergeland den Berg noch einmal und verkündete, dass der Galdhøpiggen höher ist.
Bis Anfang der 1870er Jahre galt der Berg als unbezwingbar und es wurde kein Versuch der Erstbesteigung unternommen. Der englische Bergsteiger William Cecil Slingsby wurde 1872, während seiner Reise durch Norwegen, auf den Berg aufmerksam. Er kehrte 1874 und 1875 nach Norwegen zurück, beide Male mit dem Ziel, den Berg zu erklimmen. Doch aufgrund des schlechten Wetters brach er die Tour ab.
Im Jahr 1876 reiste Slingsby zusammen mit Emanuel Mohn nach Norwegen. Sie engagierten Knut Lykken aus Valdres als Bergführer. Nach einer erfolgreichen Wanderung durch das Jotunheimengebirge, bei der sie viele Erstbesteigungen absolvierten, brachen sie am 21. Juli vom Vormeli zum Store Skagastølstind auf. Erst am Vortag hatten sie den Gjertvasstind bestiegen, ebenfalls als Erstbesteigung. Da sie nach einer strapaziösen Tour durch das Midtmarnadalen und über den nun Slingsbybreen genannten Gletscher wanderten, war es nur Slingsby, der den Weg von der Schlucht zwischen dem Store Skagastølstind und Vetle Skagastølstind fortsetzte. Diese Schlucht bekam den Namen Mohns skar (deutsch: Mohns Schlucht). Der Berg war eisbedeckt, dennoch gelang es ihm, den Gipfel allein zu besteigen. Mit dieser Gipfelstürmung unternahm er die bis dahin größte Kletterexpedition Norwegens.
Nach dieser Leistung wuchs die Aufmerksamkeit um den Berg weiter. Nun ging es den Norwegern um ihre Ehre. Der junge Kunststudent Harald Pettersen nahm die Herausforderung an und bestieg den Gipfel 1878, nach einem missglückten Versuch im Vorjahr, über dieselbe Route wie Slingsby.
Johannes Heftye, Sohn von Thomas Johannessen Heftye, führte eine öffentliche und hitzige Debatte mit Slingsby über die Schwierigkeiten der Besteigung des Store Skagastølstind im Vergleich zum Knutsholstinden, den dieser 1875 zuerst bestiegen hatte. 1880 wollte er beweisen, dass es einfach war, den Store Skagastølstind zu besteigen. Zusammen mit Jens Klingenberg und Peder Melheim aus Årdal bestieg er den Berg, doch durch einen Fehler auf der Route fanden sie einen einfacheren Weg, den Berg zu erklimmen. Diese Route gilt nun als der „normale“ Weg zur Besteigung des Gipfels.
Auch später blieb der Store Skagastølstind wichtig für die Bergsteigergeschichte Norwegens. Die Erstbesteigung über den Südweg vom Slingsbybreen aus, der sich in die östliche Richtung wendet, eröffnete eine lange und komplizierte Route. Sie wurde 1927 durch von Ola H. Furuseth, Asbjørn Gunneng und Boye Schlytter erkundet. Diese Route gilt als Meilenstein für das von Arne Næss zehn Jahre später eingeführte Alpinklettern in Norwegen.
1976 erkundeten Ulf Geir Hansen und Hans Petter Fernander den Weg über die Westwand und setzten so neue Maßstäbe für das Klettern im Jotunheimen-Hochgebirge.

## Routen zum Gipfel
Es gibt mehrere Routen zum Gipfel. Die wichtigsten sind:
- Slingsbys Route
- Heftyes Route
- Andrews Route
- Nordwestweg
- Südweg
- Westgrat
- Westweg